# 太平桥 (绍兴)
30°05′12″N 120°27′48″E / 30.086715°N 120.463308°E
太平桥为位于中国浙江省绍兴市柯桥区柯岩街道阮四村浙东运河旁的一座桥梁。桥梁为一孔拱桥和八孔梁桥组合而成的长桥，始建于明万历四十八年（1620年），清咸丰八年（1858年）重修，20世纪90年代有维修。
该桥总长40米，其中拱圈净跨8.4米，桥宽3.5米，采用纵联分节并列砌筑，拱脚内侧设有纤道路。拱桥顶部四望柱各设蹲狮一只，栏板有覆莲、花卉等吉祥图案。拱桥南北两端均设置平台，南端分设东西两面下坡，下有四通修桥碑刻，字迹已漫漶。北端与梁桥相连。梁桥自南向北高度依次降低，每孔跨径约4.8米。梁桥北端原为天医庙，纪念清初绍兴名医倪宗贤，后辟为太平桥公园。

## 图集

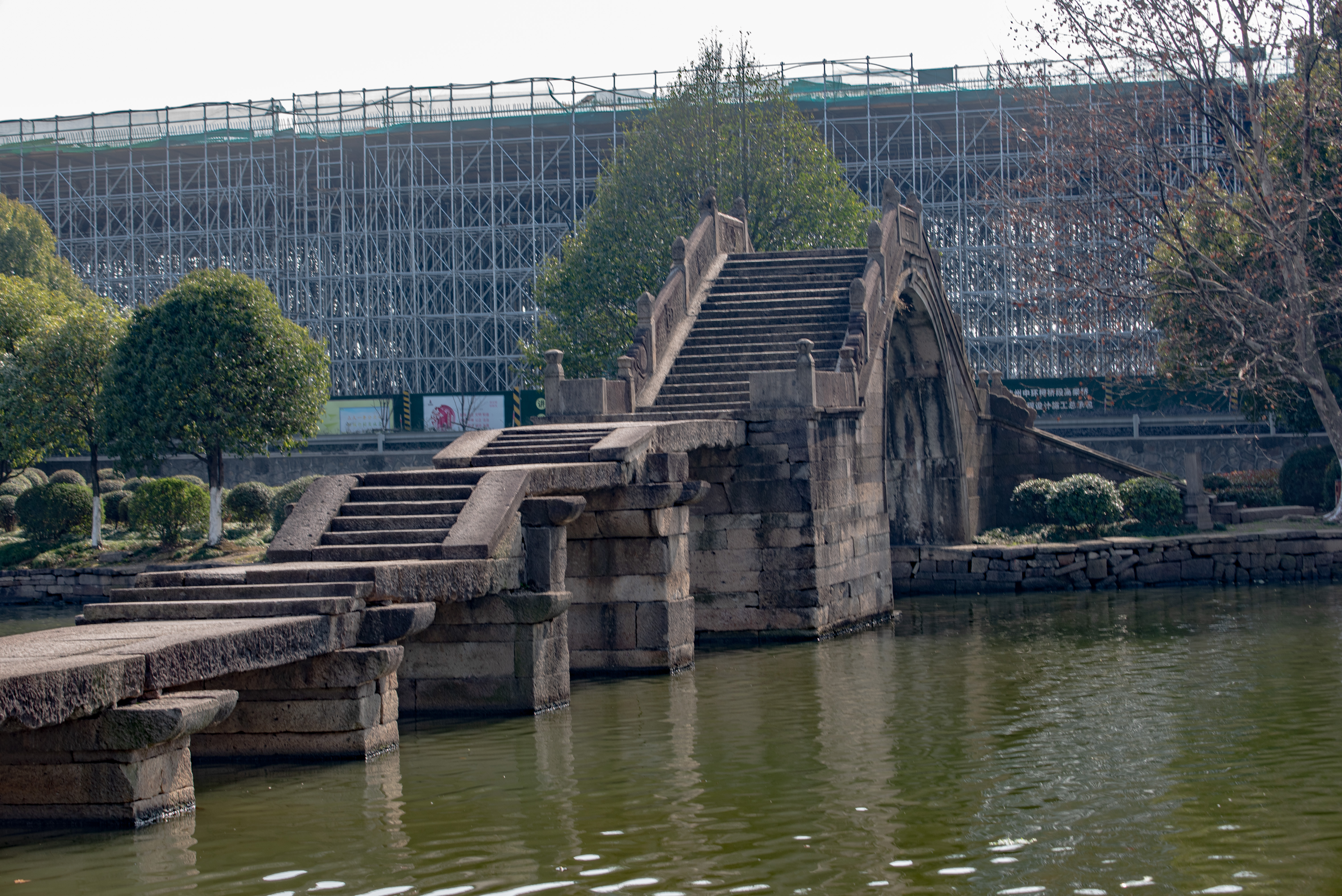
西面
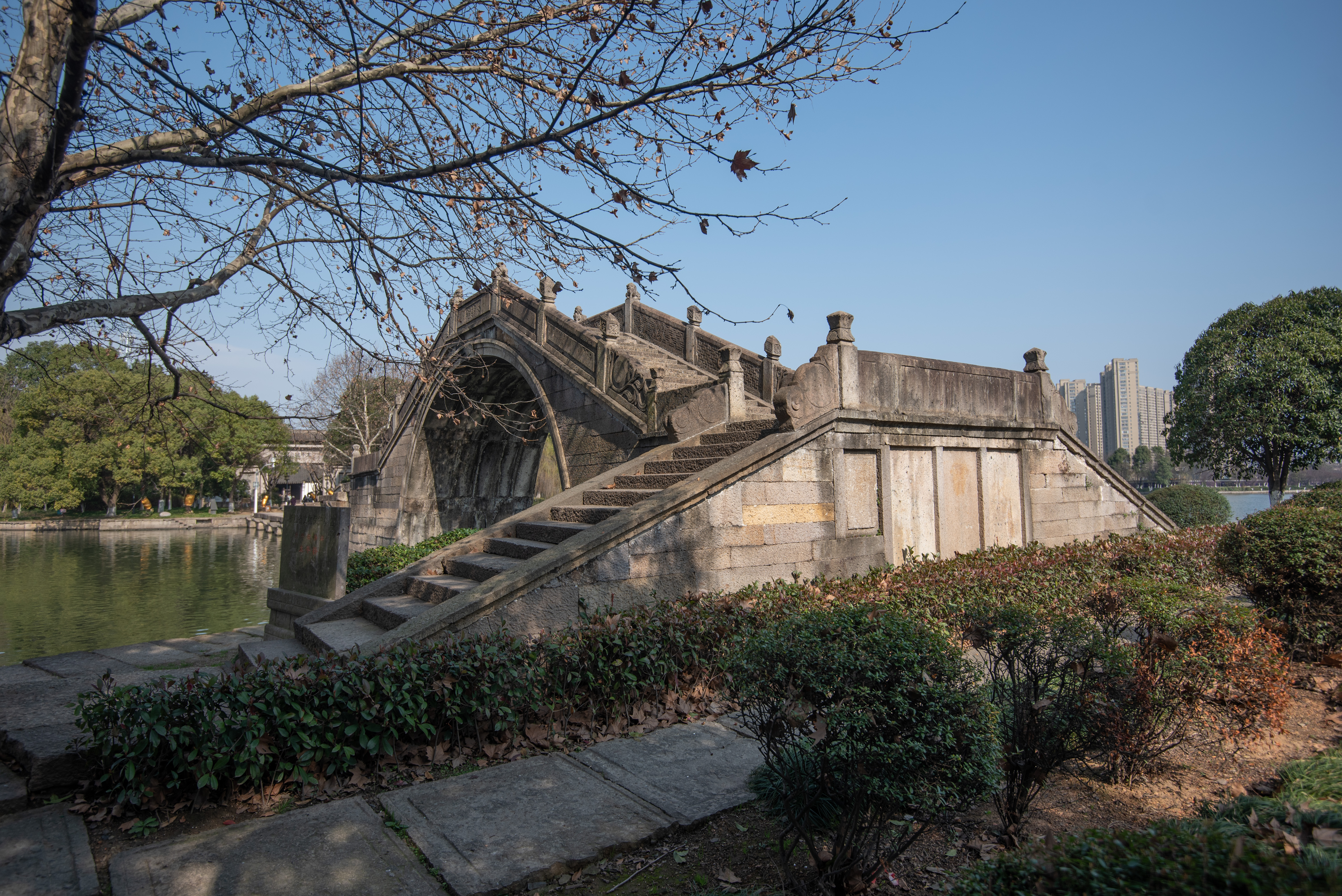
南面
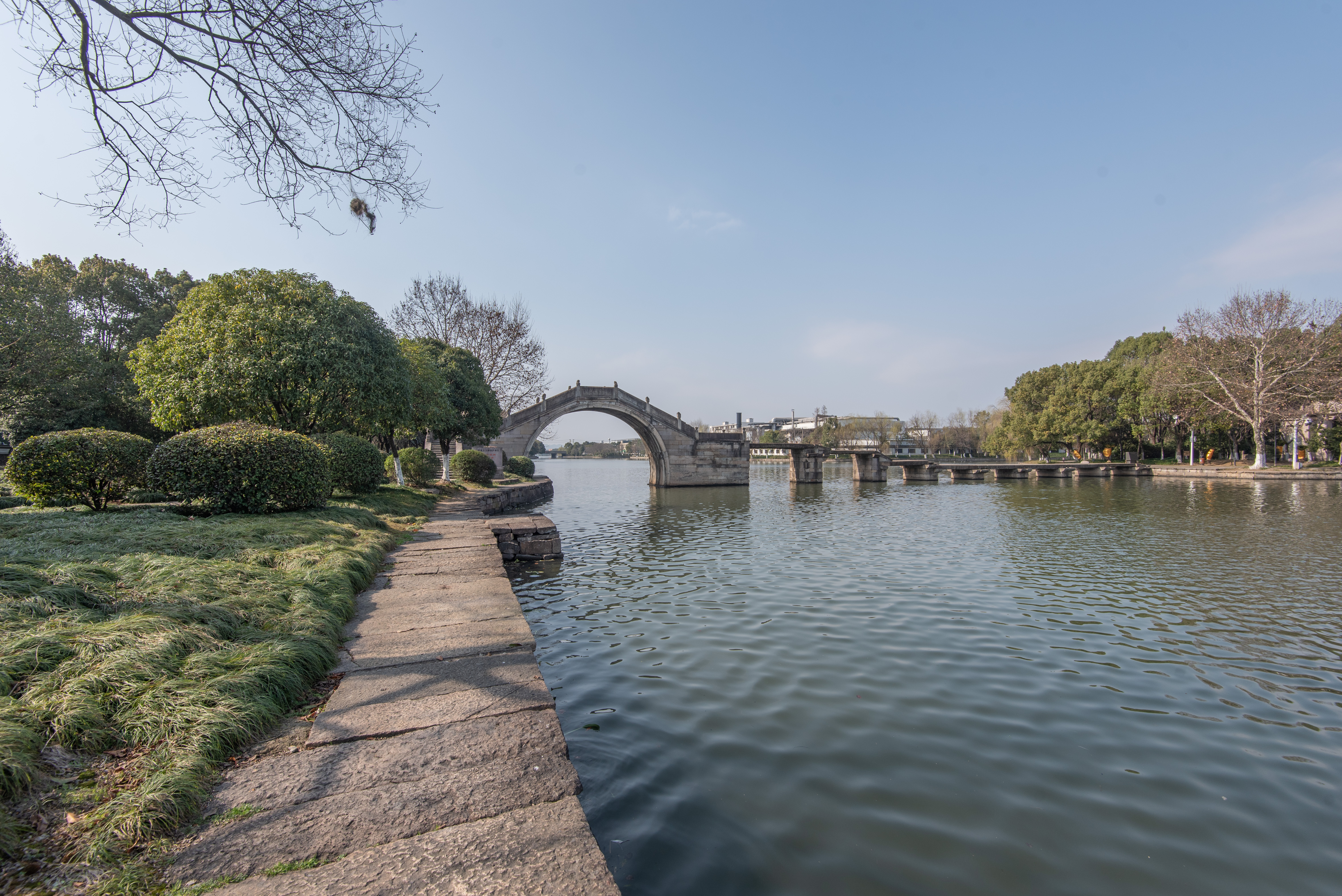
从东面纤道看
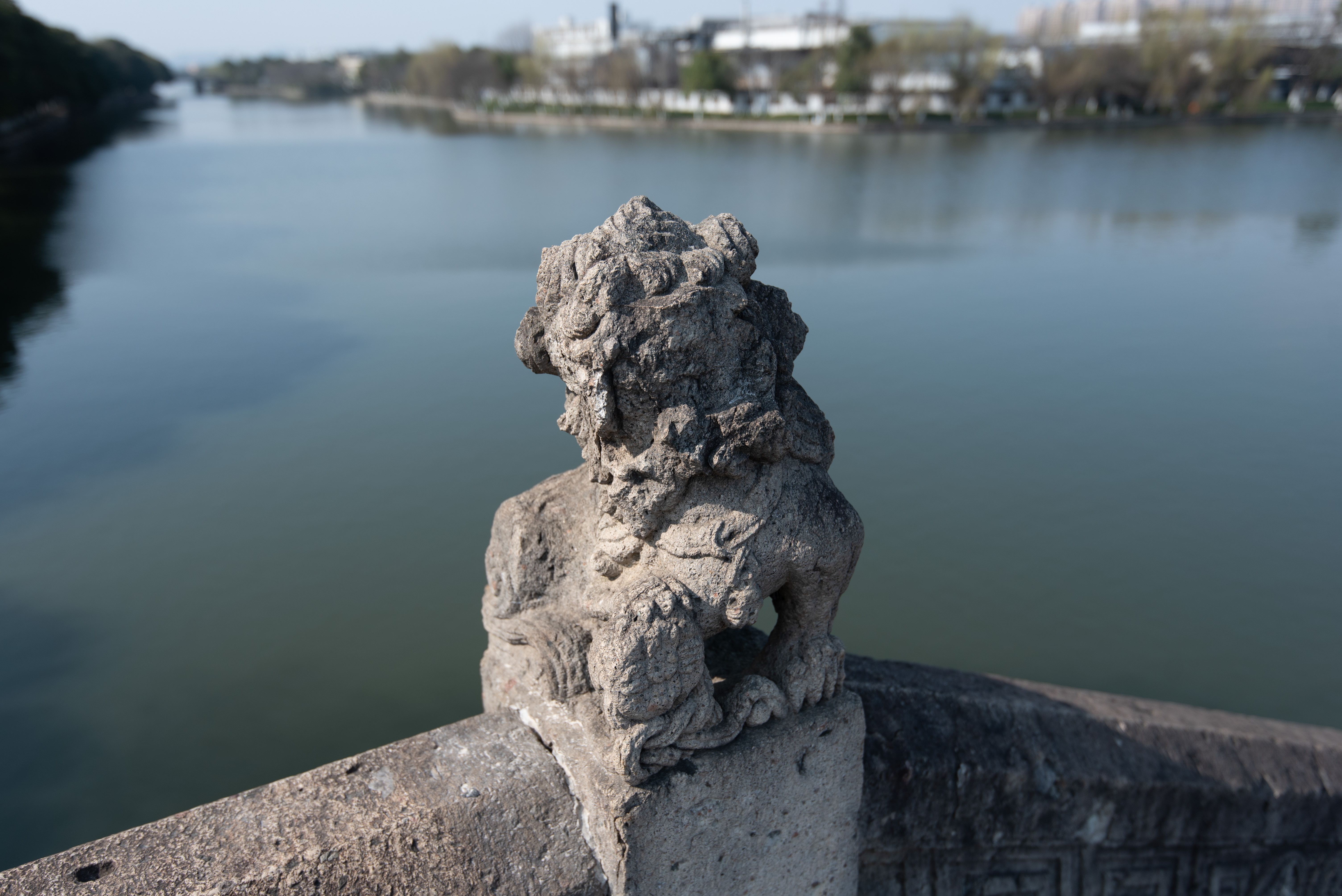
望柱石狮
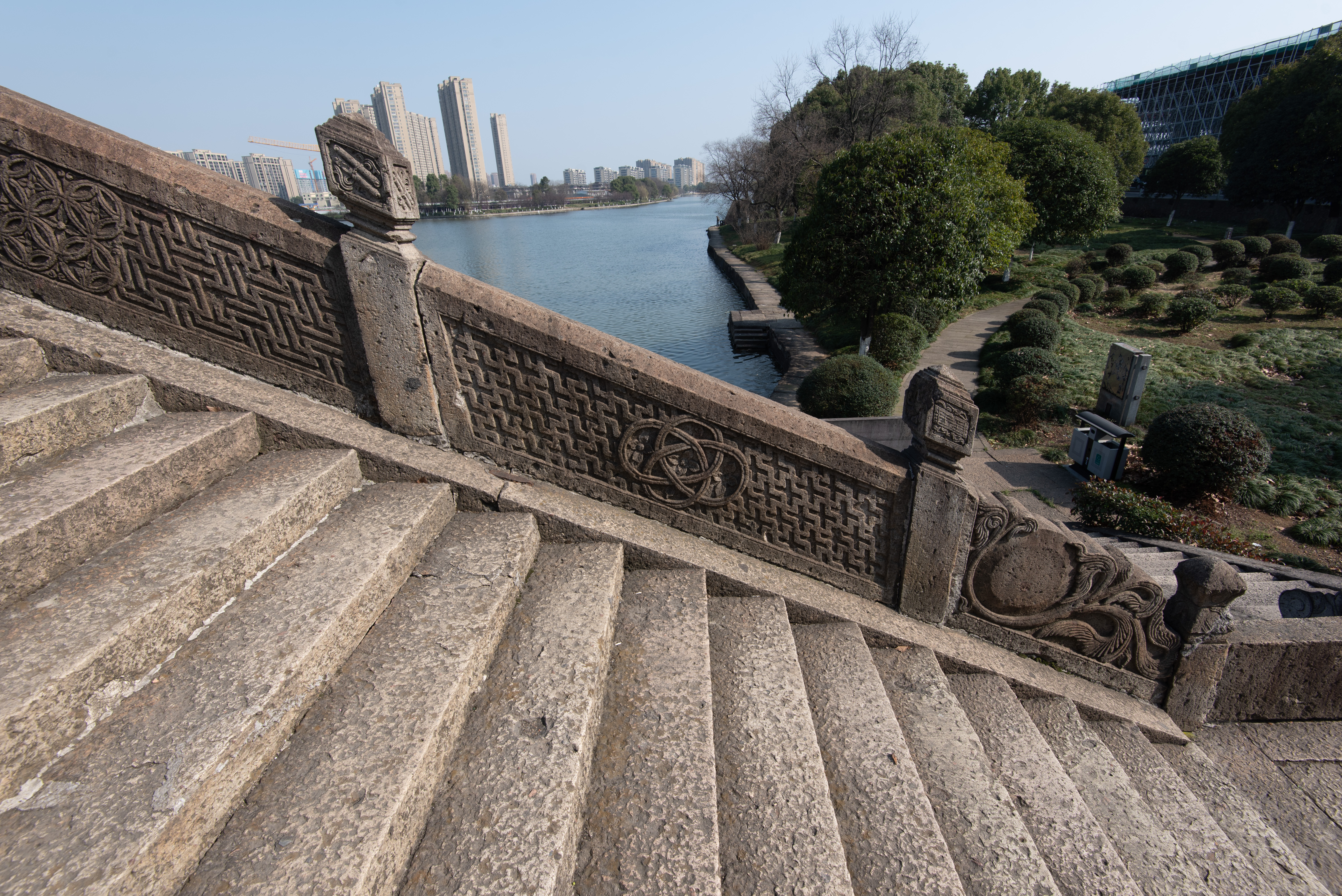
栏板石刻
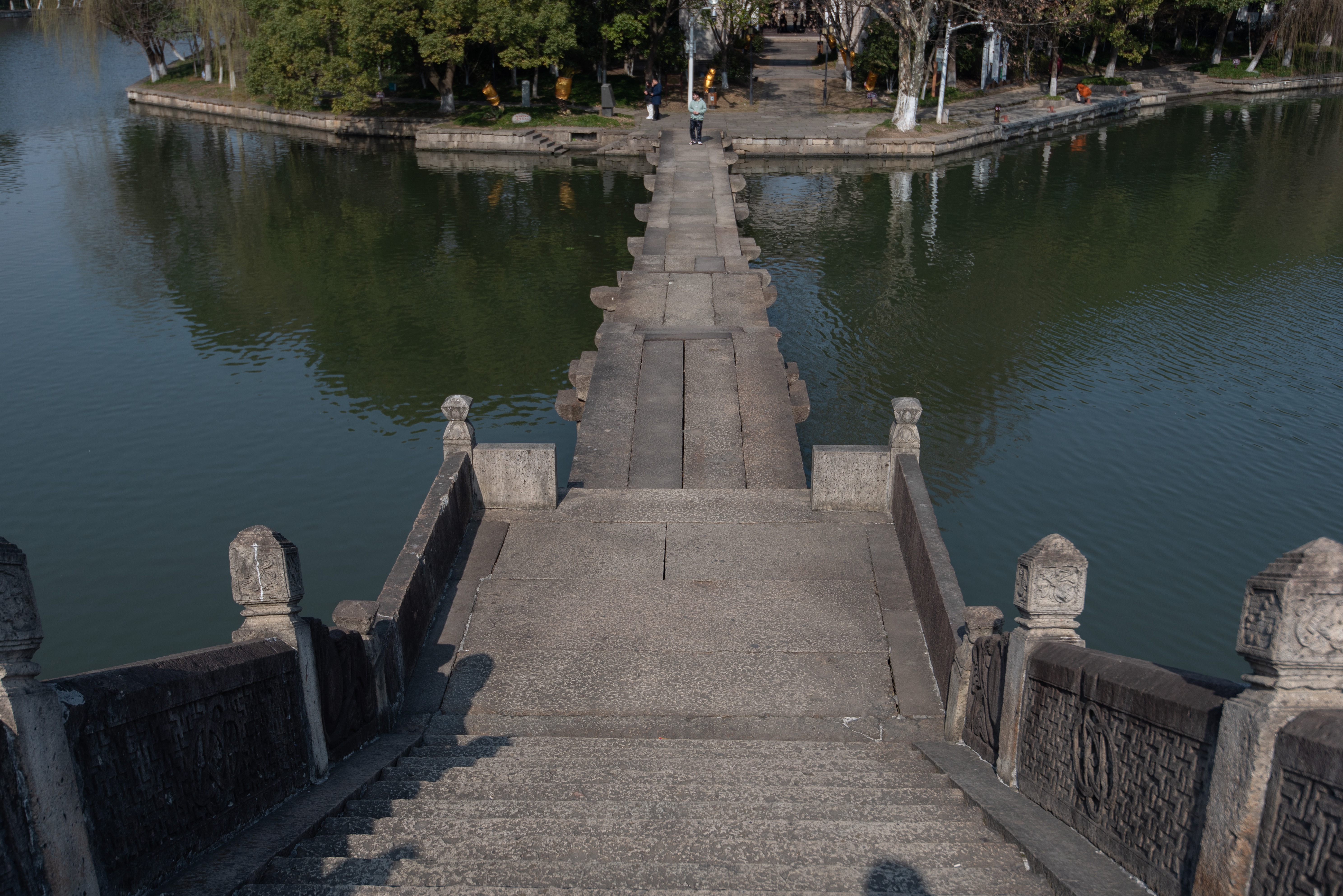
梁桥部分